# Fragile (album des Têtes Raides)
Pour les articles homonymes, voir Fragile.
Albums de Têtes Raides
28.05.04
(2004) Aïe
(2006)
Fragile est un album des Têtes Raides paru en 2005.
Sur le titre « Latuvu, chahutent les voix de Rachid Taha, de Jasmine Vegas et Didier Wampas ».
L'album reprend la chanson de Boris Vian Je voudrais pas crever,.
Pour Les Inrockuptibles : « Chacun des quinze titres qui le composent aboutit soit à la remise en cause des formes classiques de la chanson, soit à sa parodie ». Pour Libération : « Quinze titres à fleur de peau marquent un retour au rock contestataire ».

## Liste des titres
1. Je préfère
2. Fragile
3. Je voudrais pas crever (avec Sara Mandiano) sur un texte de Boris Vian
4. Latuvu (avec Didier Wampas, G.W. Sok, Jasmine Vegas, Mikaël Laugier et Rachid Taha)
5. L'Oraison (avec Andy Moor et Terrie de The Ex à la guitare)
6. Je préfère comprendre
7. We Gonna Love Me
8. Lové-moi
9. Constipé
10. Le Raccourci
11. Houba (avec Scott Taylor à la trompette)
12. Les Animaux
13. Chanson pour pieds
14. Je comprends
15. De Kracht (avec The Ex)